# 9명의 번역가
《9명의 번역가》(프랑스어: Les traducteurs)는 2019년 공개된 프랑스의 스릴러 영화이다. 레지 루앵사르 감독이 연출했고, 랄베르 윌슨, 올가 쿠릴렌코, 리카르도 스카마르초, 알렉스 로더가 출연했다.

## 줄거리
세계적으로 성공한 '데달루스' 3부작의 마지막 편 출간을 앞두고, 스포일러 유출을 막기 위해 철저한 보안 속에 9명의 번역가들이 비밀 벙커로 모인다. 각국 언어별 최고의 번역가들은 출판사 대표 에릭 앙스트롬의 관리 하에 매일 조금씩 제공되는 원고를 번역한다. 하지만 며칠 만에 책의 일부가 인터넷에 유출되고, 앙스트롬은 거액의 몸값을 요구하는 협박 편지를 받는다. 앙스트롬은 범인을 찾기 위해 번역가들을 압박하고, 이 과정에서 덴마크 번역가 헬렌이 자살하는 비극이 발생한다.
회상 장면을 통해 영어 번역가 알렉스 굿맨이 원고를 훔칠 계획을 세웠음이 드러난다. 그는 동료 번역가들과 협력하여 번역 시작 전 앙스트롬으로부터 책을 훔쳐 복사한 것으로 보인다. 책의 유출이 계속되면서 상황은 더욱 악화되고, 앙스트롬은 굿맨과 러시아 번역가 카테리나에게 총을 쏜다. 이에 보안 요원들마저 출판사 대표에게 등을 돌리고 앙스트롬은 체포된다. 이후 굿맨은 수감된 앙스트롬을 찾아가 자신이 오스카 브라흐, 즉 '데달루스'의 작가임을 밝힌다. 그는 앙스트롬의 탐욕에 항의하기 위해 번역가들 사이에 숨어 있었던 것이다. 또한, 굿맨은 앙스트롬이 살해한 서점상 조르주가 자신의 오랜 친구였으며, 조르주가 작가 행세를 하는 조건으로 자신의 작품 '데달루스'를 출판하기로 했었다는 사실을 밝힌다.
결국 앙스트롬은 감옥에 남게 되고, 굿맨의 정체가 밝혀지면서 조르주의 죽음에 대한 복수도 이루어진다.

## 출연
- 랑베르 윌슨 - 에리크 앙스트롬
- 올가 쿠릴렌코 - 카테리나 아니시노바
- 알렉스 로더 - 알렉스 굿맨
- 리카르도 스카마르초 - 다리오 파렐리
- 시세 바베트 크누센 - 헬레네 툭센
- 에두아르도 노리에가 - 하비에르 카살
- 아나 마리아 슈투름 - 잉그리트 코르벨
- 프레데리크 차우 - 야오천
- 마리아 레이트 - 텔마 알베스
- 마놀리스 마브로마타키스 - 콘스탄티노스 케드리노스
- 사라 지로도 - 로즈마리 우에
- 파트리크 보쇼 - 조르주 퐁텐

## 제작진
- 미술: 실비 올리브
- 세트: 필릭스 귀테트
- 세트: 프룬 라크루아
- 세트: 줄리앙 테스호드
- 특수효과: 이브 도멘주드
- 시각효과: 스테판 디투
- 의상: 엠마뉴엘 유치노브스키
- 배역: 마틸드 스노드그라스

## 수상
- 2019년 제21회 리우 데 자네이루 국제영화제 후보 익스팩테이션